# The Bravery
I The Bravery è una band di New York formatasi nel 2003, capitanata da Sam Endicott alla voce e alla chitarra e comprendente: John Conway alle tastiere, Anthony Burulcich alla batteria, Michael Zakarin alla chitarra e Mike Hindert al basso. Attraverso un comunicato sul loro sito, il 25 aprile 2014 Sam Endicott ha comunicato lo scioglimento del gruppo. Il 31 luglio 2021, hanno annunciato il loro ritorno dopo 7 anni.

## Storia del gruppo
Le influenze della band sono da cercare negli anni ottanta, tra artisti quali Duran Duran, New Order e The Cure, ossia nella new wave in generale.
Dopo l'EP Unconditional del 2005, nello stesso anno pubblicano l'album The Bravery. L'album spicca il volo grazie all'indovinato singolo An Honest Mistake (che rimanda lontanamente a Planet Earth dei già citati Duran Duran) e alla piacevolezza di brani come No Brakes, Unconditional, Fearless e Tyrant, che dagli anni ottanta prendono ispirazione a piene mani (in Unconditional Endicott canta alla maniera di Robert Smith, il video di Fearless rimanda a quello di Rio dei Duran Duran, mentre il ritmo sembra quello di Hungry Like the Wolf).
Nel secondo album The Sun and the Moon si segnalano i singoli Believe, The Ocean e soprattutto Time won't let me go.
Il 10 novembre 2009 è uscito il terzo album in studio, intitolato Stir The Blood, anticipato dal singolo Slow Poison.

## Discografia

### Album studio
- 2005 - The Bravery
- 2007 - The Sun and the Moon
- 2008 - The Sun and the Moon Complete
- 2009 - Stir the Blood

### EP
- 2005 - Unconditional

## Gruppi simili
- The Strokes
- The Killers
- Franz Ferdinand
- Elkland
- Interpol
- The Stylish Kids
- Arctic Monkeys
- Editors
- Kaiser Chiefs
- Kasabian